# Смотра народног стваралаштва деце Шумадије и Поморавља
Смотра народног стваралаштва деце Шумадије и Поморавља је културна манифестација која се у организацији Културног центра општине Рековац, сваке године одржава у Рековцу.
Циљ ове манифестације је подстицање културних израза коју су резултат креативности појединаца, група, удружења, откривање, стварање, очување и представљање српске културе, подстицање младих талената у области културног и уметничког стваралаштва, очување традиције, културе, обичаја кроз песму и игру. Смотра је место на коме се представљају традиција изворности и аутентичности народне културе.
Смотра народног стваралаштва Шумадије и Поморавља је такмичарског карактера, где се такмичење одвија у две категорије: млађи узраст - од првог до четвртог разреда и старији узраст - од петог до осмог разреда основне школе.
Најбољи, тј. победник смотре пласирао се на републичку смотру која се сваке године одржава у Ратини код Краљева и на смотру дечјих фолклорних ансамбала у Ваљеву.